# Дивьяка — Каравастая
Национальный парк «Дивьяка — Каравастая» (алб. Parku Kombëtar Divjakë - Karavasta) — национальный парк Албании, расположенный на западе страны, в болотистой низменности у побережья Адриатического моря.
Парк создан в 2007 году, занимает площадь 222,3 км². Местность была внесена в список Рамсарской конвенции в 1995 году. Центральный офис национального парка находится в городе Дивьяка.

## География
Национальный парк находится в историческом регионе Албании Музакии. Основным природным объектом парка являются 4 лагуны, среди которых Каравастая — самая большая лагуна в Албании и одна из самых больших в Средиземноморье. Также на территории парка находятся песчаные дюны, прибрежные сосновые леса, дельты рек Шкумбини и Семани.
Климат парка средиземноморский, относительно сухой, выпадает около 1000 мм осадков в год. Почвы разнообразные: серые подзолистые, засоленные, аллювиальные, песчаные.
На территории национального парка находится 8 памятников природы.

## Биоразнообразие
Парк является ценным местом обитания водоплавающих птиц. Основным видом является кудрявый пеликан, являющийся центром активностей парка, в частности день пеликана празднуется ежегодно 10 мая. В парке гнездится до 5 % мировой популяции этого вида.
Среди других важных прибрежных птиц малая крячка и луговая тиркушка. В парке также встречаются хищные птицы: орлан-белохвост и степной лунь.
Леса в пределах парка состоят преимущественно из сосны итальянской с примесями можжевельника, дубов, ясеней. Среди важных эндемиков парка — орхидеи Orchis albanica и гибрид Orchis x paparistoi.

## Культурное наследие
Вблизи парка находится церковь святого Афанасия, построенная в византийском стиле в конце XVIII века.